# Spits dubbeltandmos
Spits dubbeltandmos (Didymodon acutus) is een soort uit het geslacht dubbeltandmos (Didymodon). Het komt voor in gruis en steen.

## Determinatie
Het mos vormt losse, laagblijvende, olijfgroene tot roodbruine gazons. De weinige vertakte stengels zijn 0,5 tot 2 centimeter hoog. De bladeren zijn droog en licht gebogen, terwijl ze in vochtige toestand rechtop staan. Vanuit een eivormige basis vernauwen ze zich geleidelijk tot een lange, scherpe punt en hebben ze hele randen. De bladranden zijn naar achteren gebogen en vlak naar de punt toe. De sterke bladnerf komt, althans in de bovenste bladeren, als stekelige punt naar voren en heeft aan de bovenzijde (ventraal) korte, zeshoekige cellen. De dikwandige bladcellen zijn vrijwel uniform door het blad heen, slechts kort rechthoekig aan de basis naast de ribbe, verder rond en min of meer glad.
De tweehuizige soort draagt zelden sporenkapsels. De seta is roodachtig, de langwerpige eivormige tot ellipsvormige capsule staat meestal rechtop, de peristome tanden zijn spiraalvormig gewonden, het huikje is scheef snavelvormig. De gladde sporen zijn 9 tot 14 micrometer groot.

### Gelijkende taxa
Spits dubbeltandmos is nauw verwant aan broeddubbeltandmos. Het onderscheiden van de twee soorten kan lastig zijn, zoals het geval is bij de soort Didymodon icmadophilus of Didymodon validus. Onderscheidende kenmerken zijn onder meer: in D. acutus zijn de ventrale steroïden in de dwarsdoorsnede van de bladnerf enkellaags en is de rand van het blad ook enkellaags.

## Ecologie
Spits dubbeltandmos is een soort van zonnige droge kalkgrond op kantjes, in kalkgraslanden en kalkgroeven. Als begeleidende soorten treden op: gewoon smaragdsteeltje, Didymodon luridus, Pleurochaete squarrosa, Microbryum en Weissia soorten. De Nederlandse standplaatsen betreffen krijtrotsen, Mesobrometum op krijtrotsen en een kalksteenblok in een bosrand. De standplaatsen in kalkgraslanden zijn overal bedreigd door bemesting of dichtgroeien als gevolg van successie.

## Verspreiding
Spits dubbeltandmos is een thermofiel, sub-mediterraan mos en is vooral wijdverspreid in de zuidelijke, westelijke en centrale delen van Europa. Naast Europa zijn er ook gevallen in Macaronesië, Centraal- en Zuidwest-Azië, Noord- en Midden-Amerika en Noord-Afrika.
In Nederland komt spits dubbeltandmos zeer zeldzaam voor. Het staat op de rode lijst in de categorie 'gevoelig'. Deze warmte- en kalkminnende soort is beperkt tot Zuid-Limburg. Er zijn oude vondsten uit 1858, 1931, 1949 en 1974. In 1858 werd de soort verzameld door L. Buse bij Maastricht als bijmengsel bij het licheen Toninia sedifolia. In 1931 volgde een vondst van P. Jansen en H. Wachter bij Bemelen en in 1974 verzamelden S.R. Gradstein en F. Sollman de soort bij 2 steengroeven ten noorden van Cadier en Keer. Sinds 1980 is D. acutus op twee plekken gevonden: door Joop Schaminée op de Bemelerberg (1982) en door P. Spreuwenberg op het Welterveld bij Heerlen (2002).
In België is de soort zeldzaam in het Ardens, Brabants, Maas- en Vlaams duindistrict en zeer zeldzaam in het Vlaams district. In Engeland is de soort zeldzaam in de zuidelijke helft van het land. In Duitsland ligt het grootste verspreidingsgebied in de heuvelachtige gebieden van Midden- en Zuid-Duitsland.

## Fotogalerij

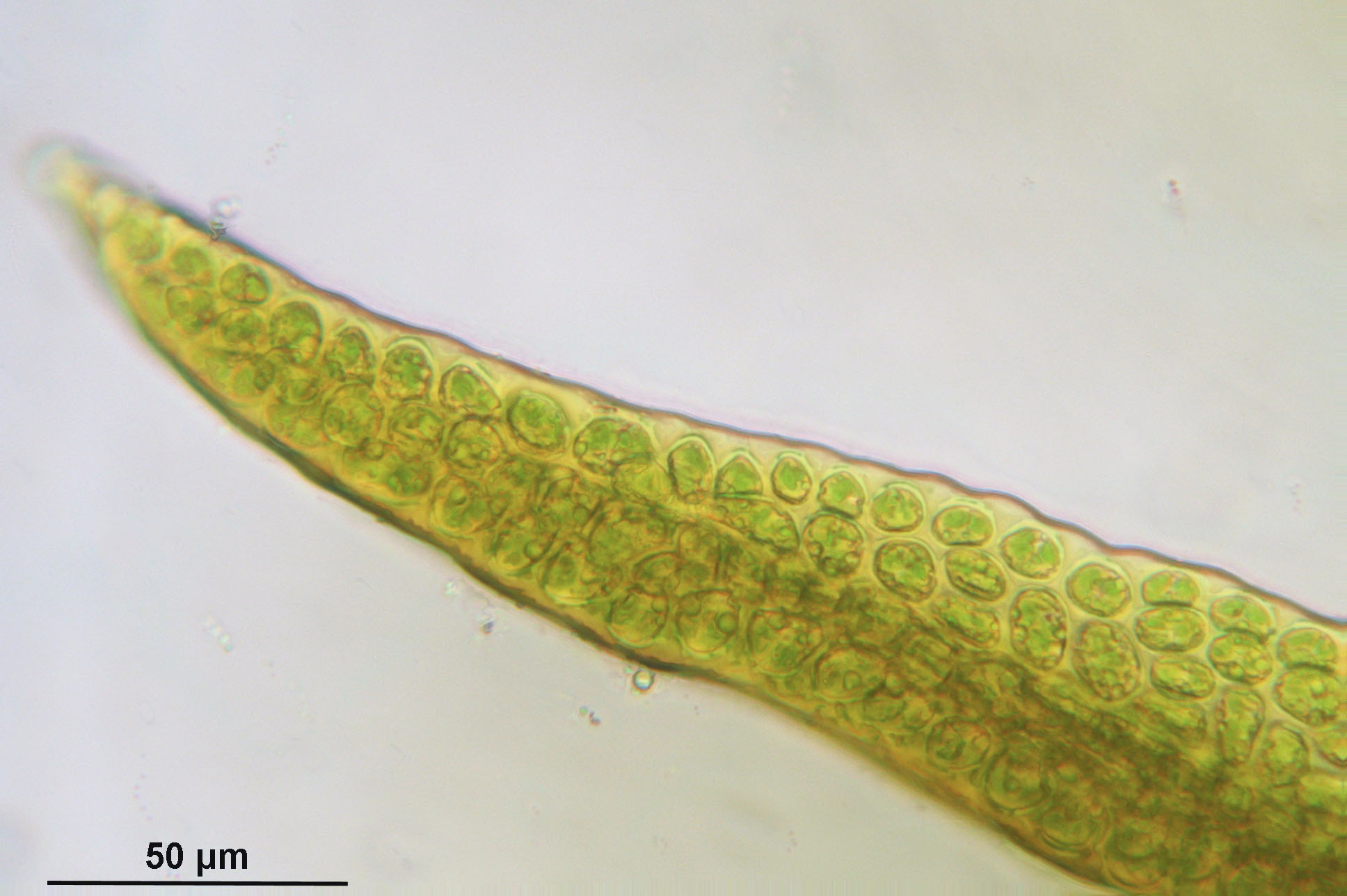
Bladtop
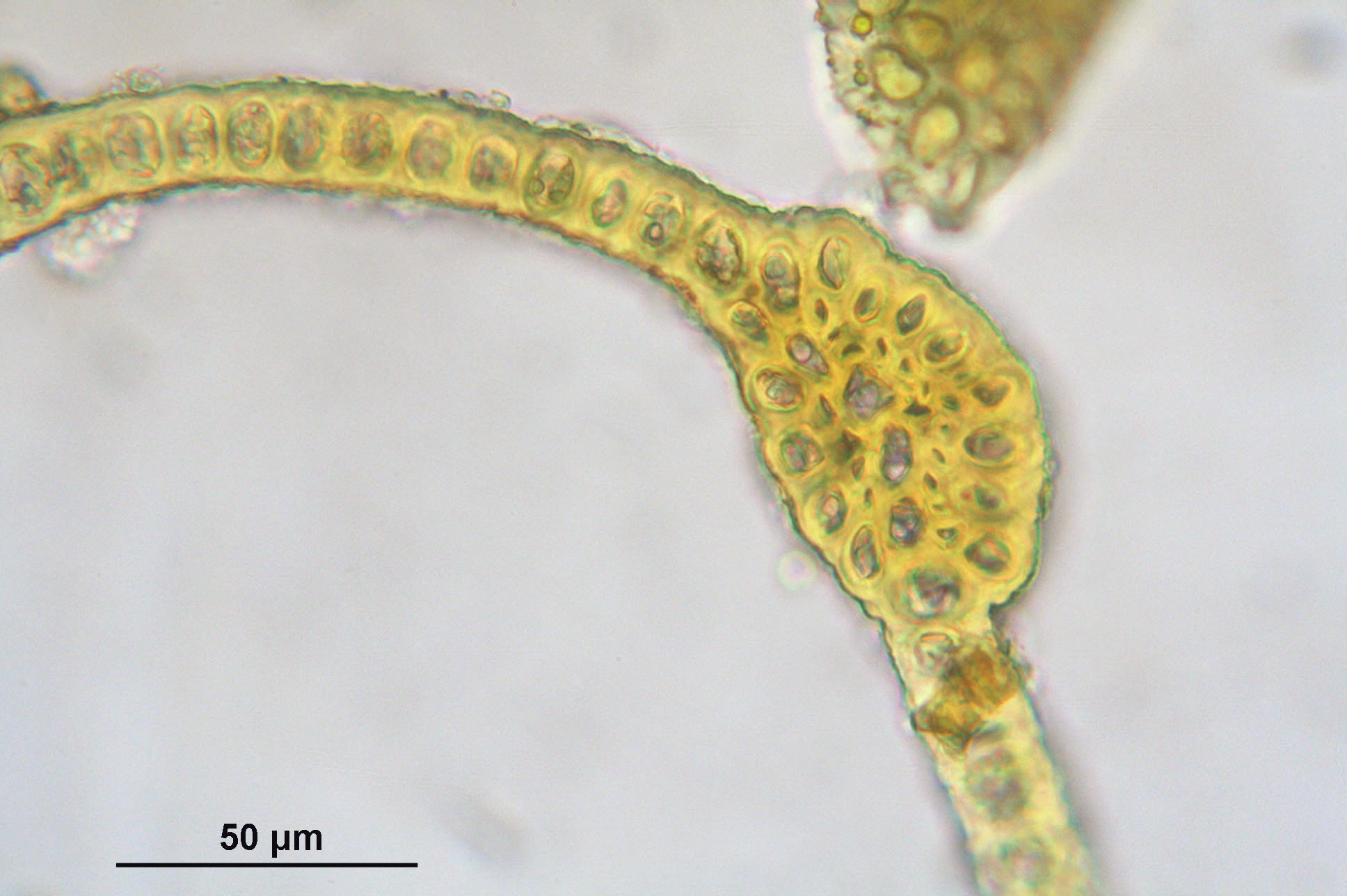
Bladnerf
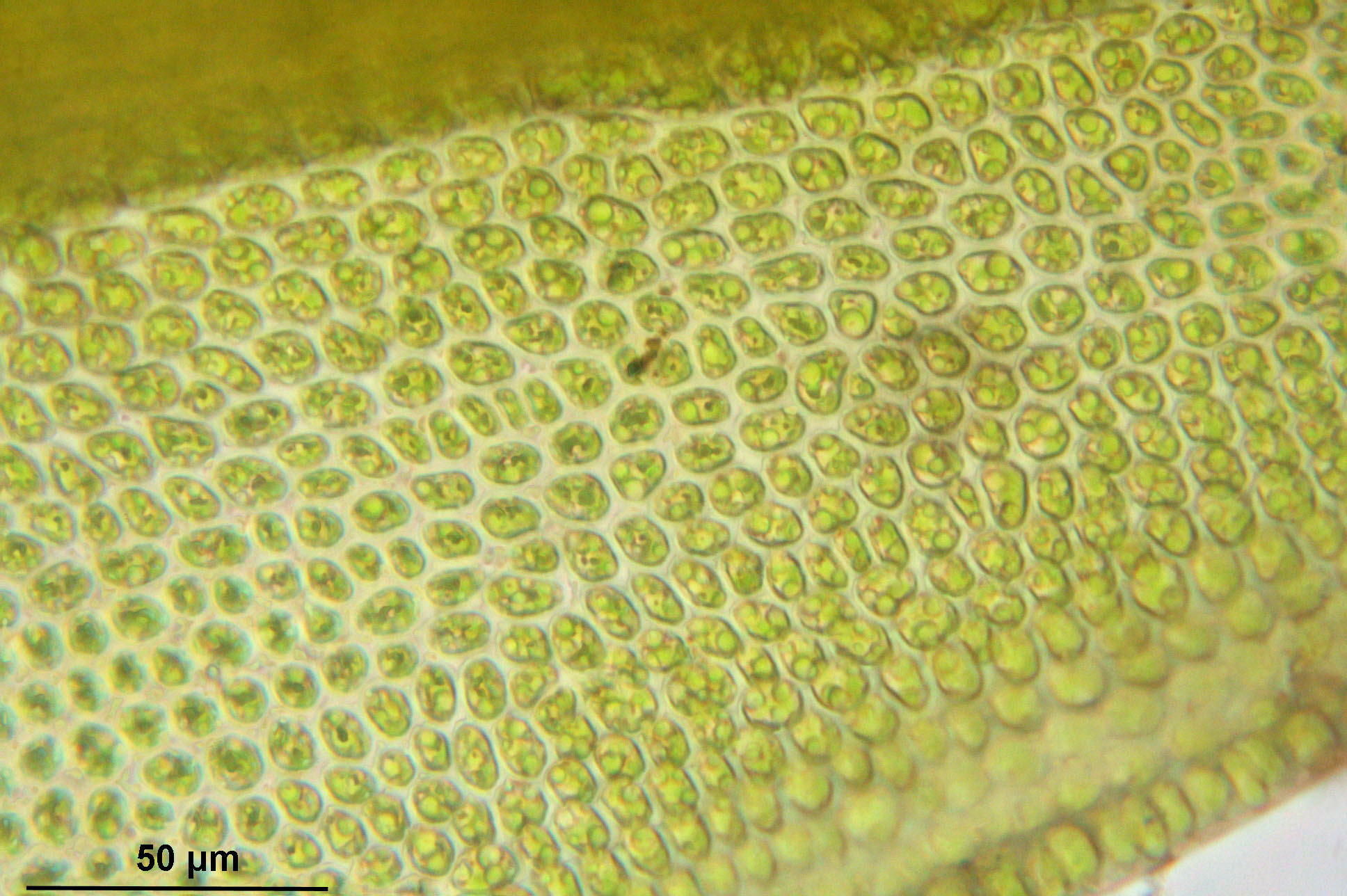
Bladcellen
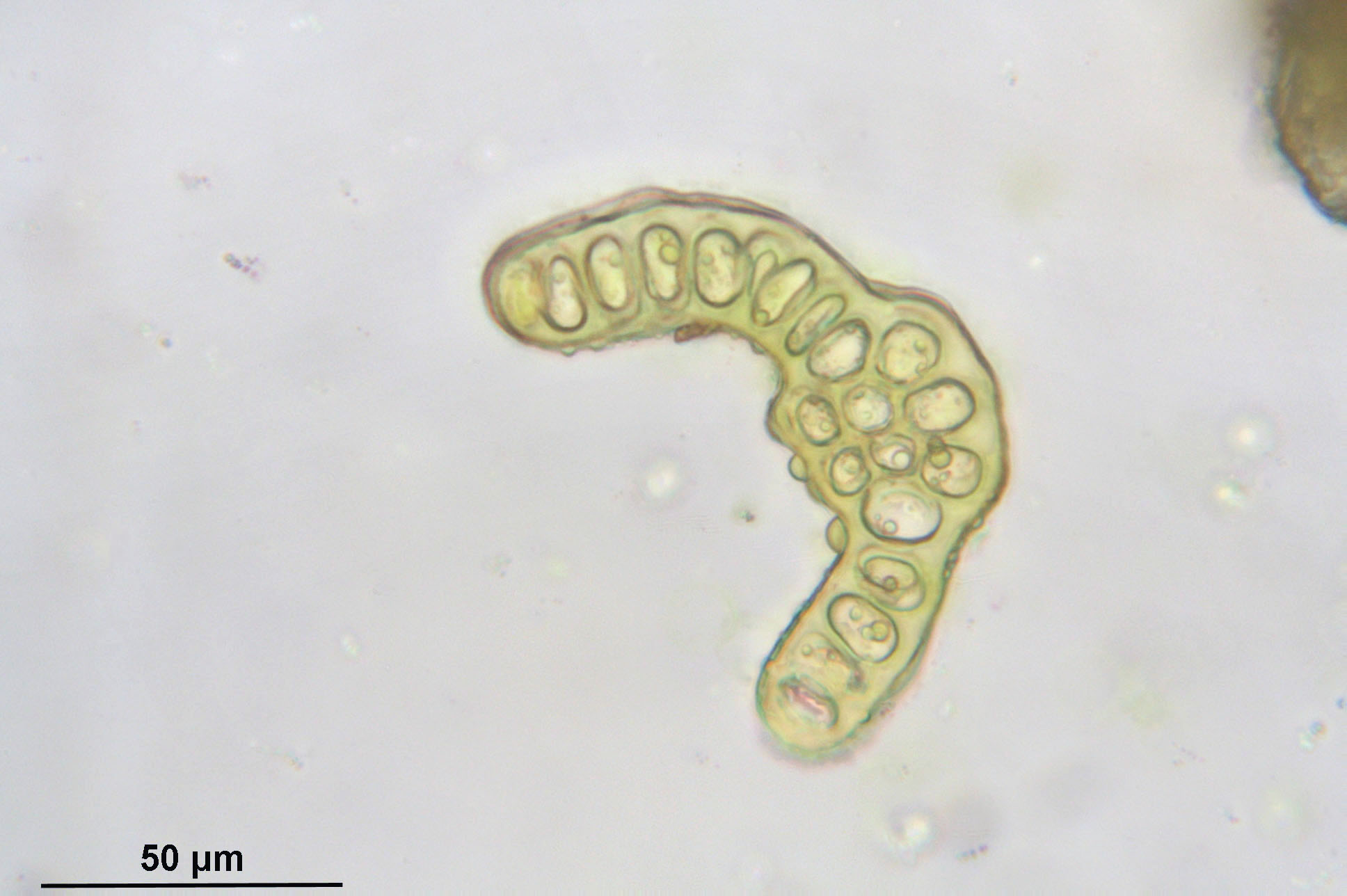
Doorsnede blad bij top
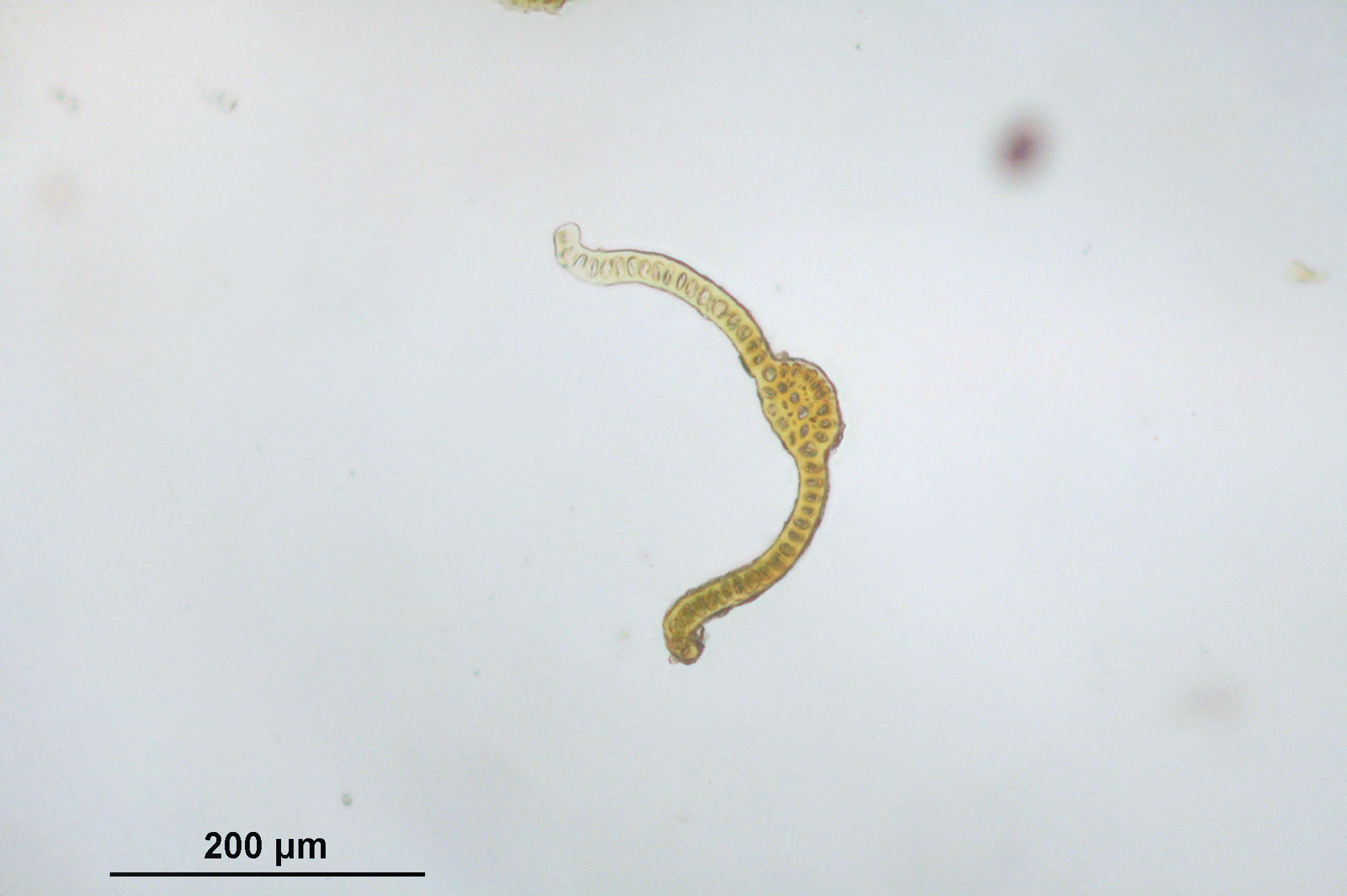
Doorsnede blad